# كوز الذهب
كوز الذهب (بالإنجليزية: The Golden Bowl)‏ هي رواية نشرت عام 1904 بقلم هنري جيمس. تقع أحداثها في إنجلترا، وهي دراسة معقدة ومكثفة عن الزواج والزنا، ووصفها بعض النقاد بأنها تكمل «المرحلة الكبرى» من مسيرة جيمس. تستكشف الرواية تشابك العلاقات المتبادلة بين الأب وابنته وكل من شركائهما.
تركز الرواية تقريبا على وعي الشخصيات المركزية، مع إسهاب للتفاصيل وبصيرة قوية. أتى العنوان من آية من سفر الجامعة 12: 6، «... أو ينسحق كوز الذهب... فيرجع التراب إلى الأرض كما كان».

## روابط خارجية
- كوز الذهب على موقع الموسوعة البريطانية (الإنجليزية)